# Station Rambipuji
Rambipuji is een spoorwegstation in de Indonesische provincie Oost-Java.

## Bestemmingen
- Mutiara Timur: naar Station Banyuwangi Baru en Station Surabaya Gubeng
- Tawang Alun: naar Station Banyuwangi Baru en Station Malang
- Sri Tanjung: naar Station Banyuwangi Baru en Station Lempuyangan
- Probowangi: naar Station Probolinggo en Station Banyuwangi Baru